# Modica
Modica er en italiensk by (og kommune) i regionen Sicilien i Italien, med omkring 53.503(2023) indbyggere.  